# Tipula (Eumicrotipula) spilota
Tipula (Eumicrotipula) spilota is een tweevleugelige uit de familie langpootmuggen (Tipulidae). De soort komt voor in het Neotropisch gebied.